# Olímpicament mort
Olímpicament mort és un telefilm català del 1986 dirigit per Manuel Esteban i Marquilles.

## Argument
En el context d'una ciutat de Barcelona candidata als Jocs Olímpics de 1992 i en plena transformació urbana, el detectiu Pepe Carvalho (Constantino Romero) està immers en l'estrany cas d'uns documents secrets robats que faran ciutat olímpica a aquella ciutat que els posseeixi: El títol de la pel·lícula i la seva trama juguen amb el fet que Barcelona era ciutat candidata per acollir els Jocs Olímpics de 1992. La pel·lícula, rodada el 1985, es va estrenar a TV3 només dos dies abans de la designació de Barcelona, el 17 d'octubre de 1986, com la ciutat triada per organitzar els Jocs.

## Repartiment
- Constantino Romero: 	Pepe Carvalho
- Eva León: 	Charo
- Llàtzer Escarceller: 	Biscuter
- Teresa Gimpera: 	Teresa
- Janine Calvo: 	Muriel
- Cristine Berna: 	Placer
- Jaume Sorribas: 	Tom
- Toni Planells: 	Jerry
- Jesús Thomas: 	Comissari Fonseca
- Laura Guasch: 	Secretaria
- Jaume Ros: 	Guàrdia
- Joaquín Gómez: 	Revisor
- Rebeca Romer: 	Raquel
- Jaume Torres: 	Cambrer